# 松井功 (俳優)
松井 功（まつい いさお、1952年3月8日 - ）は、大分県出身の俳優。ロットスタッフ所属。

## 人物
身長168cm。体重62kg。血液型A型。劇団世代出身。以前はマインズエンタテインメントに所属していた。

## 出演作品

### 映画
- あげまん（1990年）
- パチンコ物語（1990年）
- 海軍特別年少兵
- 桐生人
- じゃあね
- 夢売るふたり（2012年）
- 塀の中の神様（2016年）
- 太陽（2016年）
- PERFECT DAYS（2023年） - 地元の年配男性 役[2]

### テレビドラマ
- Gメン'75 第302話 「露天風呂に浮かんだ白い死体」（1981年）
- 柴門ふみセレクション（1992年）
- 秀吉（1996年）
- 警官の血（2009年）
- 相棒
  - （2011年） - 佐藤清二
  - （2015年） - 山田勇
- 港古志郎警視 Season2 第4話「ロダンの恋人たち」（2012年） - 高校の校長 役
- S -最後の警官- 第9話「新スナイパーは女」・第10話「全滅! さらばNPS...命をあきらめない」（2014年） - 楠木忠宏 役
- 警視庁捜査一課9係 第6話（2015年） - 大学職員
- 重版出来!（2016年）

### テレビ番組
- 探してみよう
- ひらけ!ポンキッキ
- 世紀のワイドショー!ザ・今夜はヒストリー - 細川ガラシャ編（2012年） - 小笠原小斎 役

### オリジナルビデオ
- 修羅の荒野（2008年）
- バカヤロー5
- 神風タクシー
- ベルベット・キス（2013年）
- ひきこさんの惨劇（2013年）
- プラチナ代紋（2016年）

### 舞台
- Call Me Hero（2006年）
- 浅草21世紀（2007年）
- パピヨン帰りのヤスケ
- 阿木翁助・名作シリーズ VOL.1〜10
- みやもとむさし伝
- 女房学校
- 高瀬舟
- 砂のクロニクル
- もぐら先生と紙風船

### CM
- パナソニック パーソナルファクス「おたっくす」
- 三和ホーム
- 第二電電
- アリコ
- サントリー マカ
- JFマリンバンク
- Netflix

### ラジオ
- ハートストーリーズ - 父、兄、治則 役